# El Consejo
El Consejo est une ville du Venezuela, chef-lieu de la municipalité de José Rafael Revenga dans l'État d'Aragua.

## Géographie

### Situation
La localité est située dans les vallées d'Aragua, entre Maracay, la capitale de l'État d'Aragua et Caracas, la capitale du pays, sur les contreforts de la cordillère de la Costa.

## Économie
L'industrialisation des vallées d'Aragua a entraîné une chute de la production du secteur primaire majoritaire au début du XXe siècle (canne à sucre, indigo, tabac à priser, coton, café, cacao), bien que la banane et le café soient encore cultivés sur les pentes de la cordillère.

## Sources
- (es) Cet article est partiellement ou en totalité issu de l’article de Wikipédia en espagnol intitulé « El Consejo » (voir la liste des auteurs).